# Inio Asano
Inio Asano (浅野 いにお Asano Inio?), född 22 september 1980 i Ishioka, Ibaraki prefektur, är en japansk serieskapare. Han har bland annat skapat mangaserien Solanin som blivit en långfilm i Japan.